# 后备兵 (罗马军团)
在罗马共和国时代早期，后备兵（也译作老兵，三线兵，单数）是罗马军团中的一个兵种。
他们穿着重金属甲，配备长矛和大盾，经常被布置在第三线。在马尔库斯·弗里乌斯·卡米卢斯时期，他们通常组成较浅的方阵，在轻型兵种的帮助下作战。但是在大部分战斗中，敌人都被第一线的青年兵和第二线的壮年兵解决，这些老兵小队（Manipulus）很少会被实际投入战斗。一旦这些步兵被投入战场时，表示战役已面临决战时刻，因此“事情发展到了后备兵”（拉丁語：Rem ad Triarios redisse）成了一句表示“事情已经到了危急关头”的谚语。
最初，他们是由步兵中最富裕的人组成，可以支付得起最好的装备，在第二次布匿战争前，经过若干改革后，后备兵成了军团中年龄最大，经验最丰富的部队。在前107年的马略改革后，该兵种被逐步淘汰。

## 历史

### 早期
后备兵可能是由早在罗马王政时代后三王时期，即所谓伊特鲁里亚人的塔克文王朝统治时期军队中的第一等级发展而来。该等级由军团中最富有的士兵组成，装备与希腊重装步兵类似，包括长矛、胸甲和大盾。在早期罗马军队中，这一兵种作为重装步兵，以庞大的步兵方阵的形式投入最前线作战。之后，在对萨莫奈人和高卢人的战争中，罗马人逐渐认识到了在意大利中部多山地带作战时，庞大的希腊方阵的种种不足以及灵活机动的重要性。

### 卡米卢斯时期（拉丁战争）
直到前4世纪，罗马人还在延用从伊特鲁里亚人那里继承过来的军队构成以及战斗队形。虽然效果很值得怀疑，但是至少在罗马人与其周围邻居的交战中，这些方式还是被证明是有用的。前390年，伊特鲁里亚遭高卢人入侵，因而向罗马人求援，后者派去的小型分遣队导致了高卢人对罗马的全面进攻。在阿里亚战役中，罗马惨败给入侵的高卢人，军队全军覆没，除罗马七丘中的卡匹托尔山外，罗马几乎全部沦陷。
战后，罗马人在马尔库斯·弗里乌斯·卡米卢斯的带领下进行了全面的改革（约前386年），旧的希腊方阵被抛弃。在新的体系中，所有士兵根据其拥有的财产被分为不同的级别，后备兵属于较富有的级别，仅次于骑兵。他们的武器包括一杆约两米的长矛（Hasta），以及一柄约74厘米长的短剑（gladius）用于近身作战或者长矛折断时使用。防护装备包括一块希腊圆盾（Clipeus），胸前一块方形或圆形铜板作为胸甲，铜做的头盔顶部往往还有黑色或者是紫色羽毛的盔冠使得身材看起来比实际更高。比较有钱的军团士兵可能会穿锁子甲。很多人还会在他们的盾牌上描绘或者雕刻出其祖先的画像并深信这会为自己带来好运。
根据李维的记载，在拉丁战争期间的罗马军团中的步兵被分为五个等级，三个梯队：
- 第一线的青年兵[12]：装备有近2米长的长矛（Hasta，该兵种由此得名），共15个小队（Manipulus），每队60名士兵，2名百夫长，1名旗手（其他兵种的小队人员组成与之相同）。
- 第二线的壮年兵[12]：由较为富有者组成的军队核心，装备较好。同样组成15个小队，位于青年兵之后。
- 第三线也分作为15组，位于壮年兵之后，但是每一组都是加强了的3个小队，从前之后依次是：
  - ，后备兵，意为第三线，最为富裕的步兵，装备最好。
  - ，较为贫困者组成的预备部队。
  - ，意为助手或冗员，与前两者相比不太可靠[13]。由部队中最贫困者组成，仅配备有抛石带，只用于极端情况或者用以填补前面的阵亡者留下的空缺。

这三种等级也会被统称为三线兵（Triarii）。此外，还有若干投矛手（Leves），以及负责侧翼安全及用于追击敌方逃兵的骑兵。整个军团共约5000步兵，300骑兵。
在战斗时，由作为散兵的投矛手在最前方向敌方投掷标枪，掩护第一线的青年兵攻击。假如这波进攻失败的话，这些部队就会后撤，协同装备更好且经验更丰富的壮年兵发起第二波攻势。如果这次攻击再次失败的话，前方的部队会退回第三线的后备兵后方，由装备最好且经验最丰富的老兵们接管。这种情况非常少见，由此也衍生出了罗马人的一句谚语：“事情发展到了后备兵”（拉丁語：Rem ad Triarios redisse），用来表示“事情已经到了危急关头”。

### 波利比奥斯时期（第二次布匿战争）
到了前3世纪后期的第二次布匿战争之前，这一作战体系已经显得落伍，特别是与迦太基人作战的时候。在一系列而不是一次性的变革之后，一个新的作战体系逐渐形成了。在这个新的体系中，步兵的等级不再依据其富裕程度，而是依据其年龄和作战经验。其中，后备兵的年龄最大，作战经验最丰富，因而也被称为老兵，他们的装备与之前相同，只不过他们的盾牌从希腊圆盾（Clipeus）变成了能够提供更多保护的罗马方盾（Scutum）。
新的系统中，最后面的与被取消，第一、第二线仍然被称为和，后备兵仍然位居第三线，但人数从之前的15个小队900人降为了10个小队600人。投矛手（Leves）也被标枪兵（Velites）所替代，后者的职责与前者类似，只是作战时依附于青年兵和壮年兵。战斗顺序也与之前的类似：标枪兵先在最前方投掷标枪，而后辅助青年兵的第一波进攻。假如这波攻击失败的话，则由壮年兵接手。在这个体系中，壮年兵的武器不再是长矛，而是短剑。假如壮年兵再失败的话，就退到后备兵后，由后备兵负责第三波攻击。
在大部分战役中，这一进攻顺序都被严格执行。大西庇阿领导的大平原战役和扎马战役是少数几个例外。在大平原战役中，西庇阿按照常规进行布阵，但是当第一线的青年兵开始与敌人交手后，他马上将二三线的壮年兵和后备兵投入了侧翼包围敌人。在扎马战役中，西庇阿特意拉大了部队间横向距离，形成若干纵向长通道。迦太基布置在最前方的战象大部分被引入这一系列通道，并被布置其中的标枪兵杀死，因而战象对罗马人造成的损失非常小。当所有的战象或被杀或被围后，西庇阿将第一线的青年兵一分为二，移动到两翼，二三线的壮年兵和后备兵则组成中间方阵迎战敌方步兵。
|  |  |  |

### 马略改革
前107年，为了应对同时与努米底亚的柏柏尔人国王朱古达（Jugurtha）和北部日耳曼人的战争造成的兵员短缺，马略进行了一次重大的军事改革，军团中不同兵种、等级的区别被完全抛弃。同时，财富或者年龄的限制也不再存在，参军成了一种职业而不是原先的短期服役。军团中的所有士兵都成了职业的军团士兵（Legionarius）。作为重装步兵的军团士兵配备有短剑和投枪，且装备不再是自行准备，而是由国家支付，统一装备。之前的其他角色，例如弓箭手、抛石手、骑兵等，都由罗马在各地的，不具有罗马公民身份的同盟者提供，称为辅助部队（Auxilia），以区分完全由罗马公民组成的军团士兵。